# 新紀元 (小說)
《新紀元》是1908年由上海小說林社出版的一部二十回的中篇小說，作者是碧荷館主人。

## 劇情
小說故事發生在1999年的中國。當時中国已實行君主立憲制，兵強馬壯，經濟繁榮，被外國竊取的領土也早已收回，世界各国畏懼中國。中国皇帝趁機要求黄种人國家和附屬小國改用黄帝纪年。但是独、弗两国拒絕，並联合五大洲白种人國家抵制中國的命令。而欧洲的匈耶律國有三分之二是黃種人，三分之一為白種人。黃種人要求該國使用黃帝紀年，但白種人反對，並與黃種人發生衝突。白種人國家藉此出兵干涉，匈耶律國請求中國出兵保護。中国皇帝派遣黄之盛率軍救援匈耶律國。黄之盛利用科学武器擊敗白种人联军，解救匈耶律國。白人國家被迫求和，並與中國簽訂不平等條約，白人國家承認匈耶律國為中國保護國、向中國賠款、允許孔教在歐洲傳播、承認黃帝紀年並不許干涉願意使用黃帝紀年的國家。
當時恰逢清朝末年，清朝屢遭西方列強侵略，作者面對現實的無力，只好通過創作小說來替中國「報仇雪恨」。